# Villers-Patras
Villers-Patras és un municipi francès, situat al departament de la Costa d'Or i a la regió de Borgonya - Franc Comtat, al marge dret del Sena. L'any 2019 tenia 86 habitants.

## Demografia
El 2007 encara tenia 98 habitants i 45 famílies. Hi havia 53 habitatges: 45 habitatges principals, tres segones residències i cinc desocupats. La població ha evolucionat segons el següent gràfic:

## Economia
El 2007 64 persones en edat de treballar de les quals 47 eren actives. Hi havia una empresa extractiva, una empresa de fabricació, un comerç i reparació d'automòbils, una empresa financera i una empresa de serveis.